# MT Haven
MT Haven was een VLCC (Very Large Crude Carrier). Het schip werd in 1973 als de Amoco Milford Haven te water gelaten. In 1987 werd het schip geraakt door een Exocet antischeepsraket tijdens de Irak-Iranoorlog. Na hersteld te zijn, werd het schip verkocht aan cargadoors en geleased aan Troodos Shipping. Op 11 april 1991 ontplofte het schip tijdens het lossen van ruwe olie voor de kust van Genua. Vijf bemanningsleden lieten het leven. Drie dagen later zonk het schip. 50.000 ton ruwe olie kwam in de Middellandse Zee terecht.
In 2015 zijn drie personen om het leven gekomen toen ze naar het wrak doken. Op 5 april kwam een Zwitser om, mogelijk doordat hij een embolie opliep. Op 16 mei raakten drie personen in nood als gevolg van een verontreinigd ademgas (koolmonoxide) in hun cilinders. Twee Nederlanders kwamen te overlijden.